# Przeplatka maturna

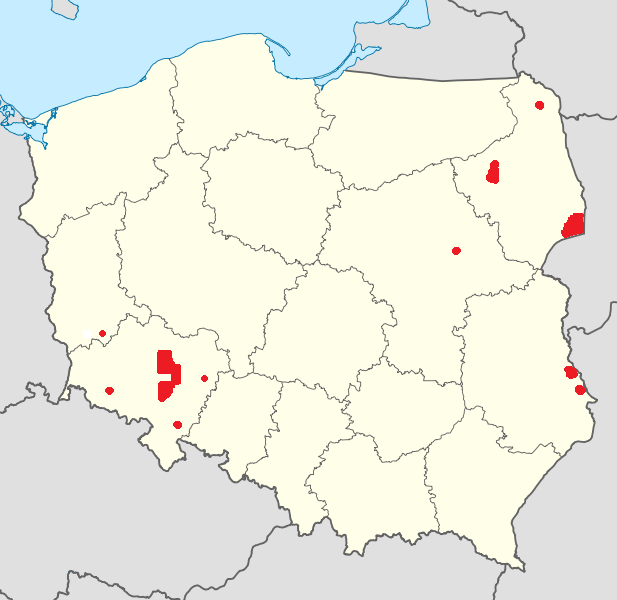
Przybliżony zasięg występowania przeplatki maturny w Polsce w 2010 roku

Przeplatka maturna (Euphydryas maturna) – owad z rzędu motyli, z rodziny rusałkowatych (Nymphalidae).

## Zasięg geograficzny
Gatunek znany z rozproszonych lokalizacji od zachodniej Europy po Azję Centralną. W Europie najczęściej występuje w centralnej części kontynentu, w Finlandii oraz w krajach nadbałtyckich. W Polsce wyróżnić można trzy koncentracje stanowisk gatunku: w okolicach Wrocławia, w Kotlinie Biebrzy oraz w Puszczy Białowieskiej. Bardziej izolowane populacje istnieją na Przedgórzu Sudeckim, Mazowszu, Lubelszczyźnie (okolice Chełma i Białopola, dolina Bugu), w okolicach Żagania oraz w Wigierskim Parku Narodowym. Na Pojezierzu Mazurskim oraz na niektórych stanowiskach w południowo-zachodniej Polsce gatunek wyginął.

## Morfologia imago
Skrzydła rozpiętości 38–46 mm, z wierzchu ceglastoczerwone, z czarnym siateczkowatym wzorem formującym na skrzydłach przepaski. Jedna z przepasek w środkowej części skrzydeł często jaśniejsza od pozostałych. Na tylnych skrzydłach brak czarnych kropek co stanowi cechę odróżniająca od zbliżonej pod względem ubarwienia przeplatki aurini. Spód skrzydeł z podobnym rysunkiem, pomarańczowy, mniej kontrastowy. Dymorfizm płciowy słabo zaznaczony, samice zazwyczaj nieco większe od samców.

## Stadia preimaginalne
Jajo początkowo żółte, później zmieniające kolor na brunatny, beczółkowate, u góry zwężone, o powierzchni słabo podłużnie żeberkowanej. Gąsienica barwy czarnej z dwoma pasami dużych, żółtych plam w części grzbietowej oraz z pojedynczym pasem drobnych, żółtych plamek po bokach ciała. Posiada krótkie, czarne, oszczecione kolce. Poczwarka barwy białej z rzędami zółtopomarańczowych i czarnych plamek. Na pokrywach skrzydeł występują tylko plamki czarne.

## Siedlisko i aktywność
Gatunek zasiedla obrzeża wilgotnych lasów liściastych, szczególnie łęgów olszowo-jesionowych i olsów oraz drogi leśne i zręby w ich obrębie. Rzadziej spotykany w głębi litych drzewostanów. Dorosłe owady aktywne są przy słonecznej pogodzie, często siadają na wilgotnej ziemi, odchodach zwierząt oraz liściach krzewów i drzew. W poszukiwaniu pokarmu odwiedzają także kwiaty niektórych roślin, zwłaszcza derenia świdwy, trybuli leśnej, rdestu wężownika, świerzbnicy polnej i podagrycznika pospolitego.

## Cykl rozwojowy

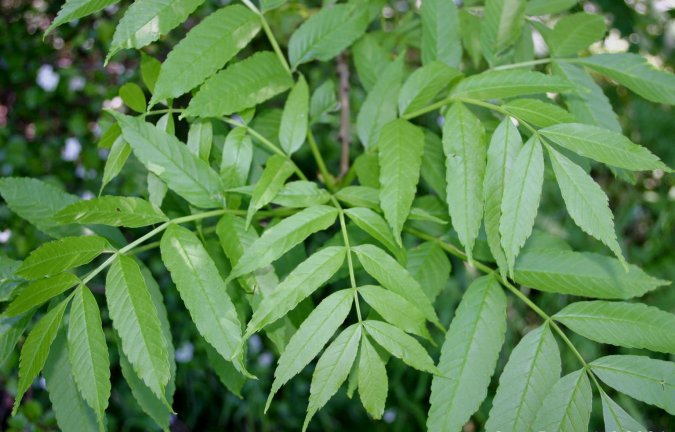
Liście jesionu wyniosłego, jednej z roślin pokarmowych gąsienic przeplatki maturny

Samice przeplatki maturny składają jaja na spodniej stronie liści jesionu wyniosłego, który stanowi pierwszą roślinę żywicielską gąsienic. Preferowane są szczytowe liście znajdujące się na wysokości do 4 metrów. Młode gąsienice żyją w grupach początkowo szkieletując blaszki liściowe, następnie tworząc oprzęd wśród liści. Zimują również we wspólnym oprzędzie ukrytym w ściółce na dnie lasu. Po przezimowaniu rozpoczynają samotne żerowanie, początkowa na roślinach zielnych (między innymi przetaczniku ożankowym, przetaczniku perskim i babce lancetowatej), następnie na krzewach (topoli osice, kalinie koralowej, wierzbie iwie, wiciokrzewie suchodrzewie, czasem także na jesionie wyniosłym). Słabiej rozwinięte gąsienice zimują dwukrotnie.
Okres pojawu dorosłych osobników trwa około miesiąca i uzależniony jest od warunków klimatycznych – w zachodniej Polsce motyle latają od trzeciej dekady maja do trzeciej dekady czerwca, na wschodzie kraju od drugiej dekady czerwca do trzeciej dekady lipca.

## Ochrona
Przeplatka maturna objęta jest w Polsce ścisłą ochroną gatunkową. Jest również chroniona w całej Unii Europejskiej na mocy Dyrektywy Rady 92/43/EWG zwanej dyrektywą siedliskową. Obecność populacji tego gatunku na danym terenie może stanowić podstawę do wyznaczenia specjalnego obszaru ochrony siedlisk sieci Natura 2000. Instrumentem prawnym na poziomie krajowym umożliwiającym tworzenie takich obszarów jest Ustawa o ochronie przyrody z 2004 roku. Polska jest także zobowiązana zapewnić właściwy stan ochrony i przetrwanie krajowych zasobów tego gatunku.